# ميناء حمد
ميناء حمد هو الميناء البحري الرئيسي في قطر ويقع في جنوب الدوحة في منطقة أم الحول. بدأ بناء الميناء في عام 2010 وبدأ تشغيله في ديسمبر 2016. افتتح رسميا في سبتمبر 2017 ومن المتوقع أن يصبح جاهز للعمل بشكل كامل بحلول عام 2020. قادر على التعامل مع ما يصل إلى 7.8 مليون طن من المنتجات سنويا. الجزء الأكبر من التجارة التي تمر عبر الميناء يتكون من المواد الغذائية ومواد البناء.

## التاريخ
تم الكشف عنه لأول مرة في يونيو 2007 وبدأ بناء الميناء في يونيو 2010. تم اختيار أم الحول وهي منطقة تقع جنوب العاصمة الدوحة وقريبة من المدينة الصناعية مسيعيد كموقع للميناء. بلغت تكاليف الميناء الجديد 7.4 مليار دولار. تم شحن أول شحنة إلى ميناء حمد في يوليو 2015 من قبل السفينة الثقيلة تشن هوا 10 التي تحتوي على رافعات كان من المخطط استخدامها لتفريغ البضائع. بدأت العمليات التجارية في الميناء رسميا في ديسمبر 2015. أعلن أن الميناء سيبدأ العمل في ديسمبر 2016.
في نوفمبر 2016 وقعت شركة سيمنز الألمانية صفقة طاقة بقيمة 12.4 مليون دولار لتوفير الطاقة لميناء حمد. أعلن عن توسيع الميناء في يونيو 2017 حيث يكافئ ما يقرب من 550 مليون دولار من العقود.

### العمليات خلال الأزمة الدبلوماسية القطرية في عام 2017
في بداية الأزمة الدبلوماسية القطرية في عام 2017 التي بدأت في 5 يونيو توقف الكثير من حركة المرور إلى ميناء حمد بسبب حظر السفن التي تحمل علم قطر من الموانئ البحرية في البحرين والمملكة العربية السعودية والإمارات ومصر. دفع ذلك سلطة الميناء إلى إنشاء طرق شحن جديدة مباشرة والتي شملت في يونيو 2017 ميناء موندرا وميناء جواهر لال نهرو في الهند وميناء صحار في سلطنة عمان. ذكر مسؤولو الميناء أنه في يونيو 2017 وهو الشهر الأول من الأزمة استقبل الميناء 212 سفينة.
وفقا لملاحظة أدلى بها مسؤول في الميناء في يوليو 2017 فإن التغيير الكبير الوحيد الذي طرأ على تشغيل الميناء هو تغيير ميناء العبور من ميناء جبل علي الإماراتي إلى مينائين في سلطنة عمان.
في سبتمبر 2017 تم إطلاق خطين بحريين جديدين من الميناء لتعزيز الروابط التجارية للبلاد مع موانئ أخرى في ماليزيا والصين وتركيا والهند واليونان.

## المرافق
يغطي الميناء مساحة 26 كيلومتر مربع ومن المقرر أن يستقبل الماشية والمركبات والمحطات العامة ومستودع الإمداد البحري ومرفق لحرس السواحل القطريين ومرفق للحبوب. مرفق لحرس السواحل القطري يتكون من قاعدة بحرية بحرية مساحتها 4.5 كيلومتر مربع.